# Théodore Dubois
François Clément Théodore Dubois (ur. 24 sierpnia 1837 w Rosnay, zm. 11 czerwca 1924 w Paryżu) – francuski pedagog, organista i kompozytor.

## Życiorys
Podstawy edukacji muzycznej otrzymał u Louisa Fanarta, kapelmistrza katedry w Reims. W 1854 roku rozpoczął studia w Konserwatorium Paryskim, gdzie jego nauczycielami byli Antoine François Marmontel (fortepian), François Benoist (organy), François Bazin (harmonia) i Ambroise Thomas (fuga). W czasie studiów pełnił funkcję organisty w paryskim kościele Les Invalides. W 1861 roku zdobył Grand Prix de Rome za kantatę Atala. Podczas pobytu we Włoszech poznał Ferenca Liszta. Po powrocie do Francji pełnił posadę kapelmistrza w bazylice św. Klotyldy w Paryżu (1867–1869). W następnych latach był kapelmistrzem (1869–1877) i organistą (1877–1896) w kościele de la Madeleine. Od 1871 roku wykładał harmonię, a od 1891 roku kompozycję w Konserwatorium Paryskim. W latach 1896–1905 pełnił funkcję dyrektora tej uczelni.
Odznaczony został Legią Honorową (1883). W 1894 roku został wybrany na członka Académie des Beaux-Arts. Do grona jego uczniów należeli m.in. Pierre de Bréville, Georges Caussade, Paul Dukas, Maurice Emmanuel i Guy Ropartz.

## Twórczość
Był najważniejszym obok Césara Francka i Camille’a Saint-Saënsa organistą francuskim 2. połowy XIX wieku. Zasłynął przede wszystkim jako twórca muzyki religijnej. Muzyka Dubois ma charakter akademicki, cechuje się eklektyzmem.

## Prace
(na podstawie materiałów źródłowych)
- Accompagnement pratique du plainchant (1884)
- Notes et études d’harmonie pour servir de supplément au traité de Henri Reber (1889)
- 87 leçons d’harmonie (1891)
- Traité de contrepoint et de fugue (1901)
- Leçons de solfège (1905)
- Traité d’harmonie théoretique et pratique (1921)

## Ważniejsze kompozycje
(na podstawie materiałów źródłowych)

### Utwory orkiestrowe
- 3 uwertury (I 1865, II 1879, III 1881)
- 2 suity (I 1874, II 1877)
- Trois petites pièces (1874)
- Concerto-Capriccioso na fortepian i orkiestrę (1876)
- 2 suites d’orchestre sur la farandole (I 1884, II 1889)
- Fantaisie triomphale na organy i orkiestrę (1889)
- Mélodie religieuse na skrzypce i orkiestrę (1891)
- Hymne nuptial (1893)
- Deuxième concerto na fortepian i orkiestrę (1897)
- Koncert skrzypcowy (1898)
- poemat symfoniczny Adonis (1907)
- 3 symfonie (I 1908, II 1913, III 1924)
- Esquisses orchestrales (1911)
- Fantasie-Stück na wiolonczelę i orkiestrę (1912)
- Evocation (1915)

### Utwory kameralne
- Sonata na skrzypce i fortepian (1900)
- 2 kwintety fortepianowe (I 1904, II 1905)
- Sonata na wiolonczelę i fortepian (1906)
- Suita na flet i fortepian (1906)
- 2 kwartety smyczkowe (I 1908, II 1924)
- Dixtuor na kwartet smyczkowy i kwintet dęty (1909)
- Nonetto na flet, obój, klarnet, fagot i kwartet smyczkowy (1926)

### Utwory wokalno-instrumentalne
- kantata Atala (1861)
- oratorium Les sept paroles du Christ (1867)
- oratorium Le paradis perdu (1879)
- oratorium Notre-Dame de la mer (1897)
- Messe solennelle de Saint-Remi (1900)
- Messe de la Déliverance (1919)

### Opery
- opera komiczna La prova di un’opera seria (1863)
- opera komiczna Le Guzla de l’Emir (wyst. Paryż 1873)
- opera komiczna Le pain bis, ou La Lilloise (wyst. Paryż 1879)
- opera Aben-Hamel (wyst. Paryż 1884)
- idylla dramatyczna Xavière (wyst. Paryż 1895)

### Balet
- Farandole (1883)